# Clan dei Corleonesi
Il clan dei Corleonesi è stata una fazione all'interno di Cosa nostra formatasi negli anni settanta, così chiamata perché i suoi leader più importanti provenivano dalla famiglia di Corleone: Luciano Liggio, Salvatore Riina, Bernardo Provenzano e Leoluca Bagarella.

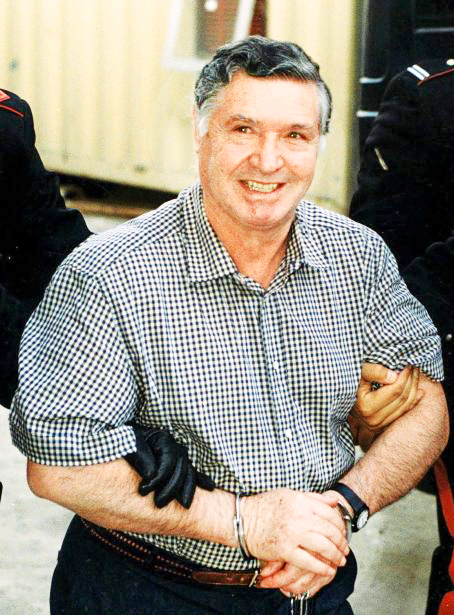
Salvatore Riina, considerato esponente più noto dei "Corleonesi"

I Corleonesi non vanno tuttavia identificati solamente come gli appartenenti alla famiglia di Corleone, ma come una fazione di cosche mafiose che hanno appoggiato prima Luciano Liggio e in seguito Totò Riina e Bernardo Provenzano. Della fazione corleonese facevano quindi parte anche rappresentanti mafiosi di altre province, come Nitto Santapaola della provincia di Catania e Francesco Messina Denaro della provincia di Trapani.
Nel corso della seconda guerra di mafia, agli inizi degli anni ottanta, il clan dei Corleonesi si contrappose alla "fazione dei palermitani" rappresentata, tra gli altri, da Gaetano Badalamenti, Stefano Bontate e Salvatore Inzerillo. La vittoria dei Corleonesi e in particolare l'ascesa di Totò Riina al vertice dell'organizzazione segnarono una nuova era nella storia della mafia siciliana, inaugurando una stagione di attentati contro lo Stato che culminò nelle stragi del 1992-1993 e che fu all'origine, agli inizi degli anni novanta, della trattativa Stato-mafia.

## Storia

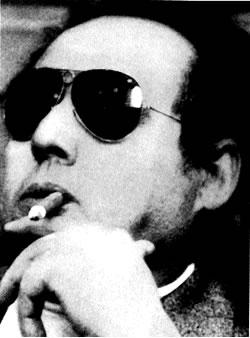
Luciano Liggio.

Nel 1945 il mafioso Angelo Di Carlo, emigrato negli Stati Uniti nel 1926 per sfuggire alla repressione del prefetto Cesare Primo Mori, tornò a Corleone dopo aver combattuto nei Marines e scelse il cugino Michele Navarra, medico condotto, per guidare la locale cosca mafiosa, invece che Calogero Lo Bue, considerato ormai "non adeguato ai nuovi tempi".
Nel 1958 il rampante Luciano Liggio entrò in conflitto con Navarra, e lo eliminò nel corso della cosiddetta guerra di mafia di Corleone.
Nel 1971 Liggio organizzò il sequestro a scopo di estorsione di Antonino Caruso, figlio dell'industriale Giacomo, ed anche quello del figlio del costruttore Francesco Vassallo mentre nel 1972 Salvatore Riina si rese responsabile del sequestro del costruttore Luciano Cassina, figlio del conte Arturo, nel quale vennero implicati uomini della cosca di Giuseppe Calò: Liggio e Riina provvidero a distribuire i riscatti dei sequestri tra le varie cosche della provincia di Palermo per ingraziarsele e queste si schierarono dalla loro parte, costituendo il primo nucleo della fazione corleonese, che era avversa ai boss Stefano Bontate e Gaetano Badalamenti. Secondo il collaboratore di giustizia Antonino Calderone, in quel periodo Riina lamentava che Badalamenti aveva organizzato da solo un traffico di stupefacenti «all'insaputa degli altri capimafia che versavano in gravi difficoltà economiche».

### Schieramenti

Salvatore Riina
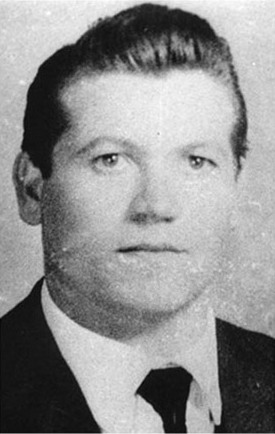
Bernardo Provenzano
Leoluca Bagarella
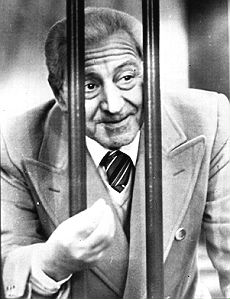
Michele Greco
Giovanni Brusca
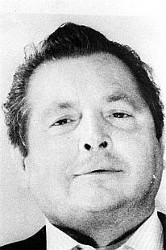
Francesco Madonia
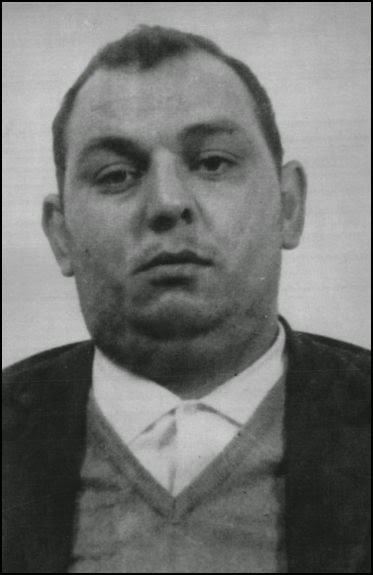
Filippo Marchese
Pippo Calò
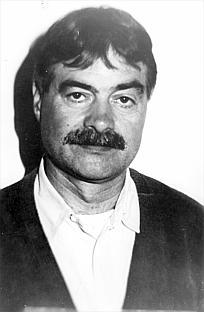
Benedetto Santapaola

Secondo il collaboratore di giustizia Leonardo Messina, i Corleonesi «non hanno ucciso la gente (i Cinardo di Mazzarino, Bontate, Inzerillo), li hanno fatti uccidere mettendoli in una trappola. [...] Hanno creato le condizioni per far uccidere le persone dai loro uomini [...] hanno creato le tragedie in tutte le Famiglie. Le Famiglie non erano più d'accordo [...] così hanno fatto a Palma di Montechiaro, a Riesi, a San Cataldo, a Enna, a Catania». Per queste ragioni, all'interno delle province si vennero a creare i seguenti schieramenti:
|                            | Badalamenti-Bontate-Inzerillo | Corleonesi |
| -------------------------- | --- | --- |
| Palermo e provincia        | Stefano Bontate, Mimmo Teresi e Nino Sorci (Santa Maria di Gesù-Villagrazia), Gaetano Badalamenti (Cinisi), Salvatore Inzerillo (Passo di Rigano), Rosario Riccobono (Partanna-Mondello), Salvatore Scaglione (Noce), Salvatore "Cicchiteddu" Greco (Ciaculli), Filippo Giacalone (San Lorenzo), Antonino Salamone (San Giuseppe Jato), Calogero Pizzuto (Castronovo di Sicilia), Giuseppe Di Maggio (Brancaccio), Giovanni Di Peri e Antonino Pitarresi (Villabate), Francesco Di Noto e Pietro Marchese (Corso dei Mille), Giuseppe Panno (Casteldaccia), Antonino Mineo (Bagheria), Ignazio Gnoffo (Palermo Centro), Girolamo e Calogero D'Anna (Terrasini), Salvatore ed Erasmo Valenza (Borgetto), Mariano Marsala(Vicari) | Luciano Liggio, Salvatore Riina, Leoluca Bagarella e Bernardo Provenzano (Corleone), Michele Greco, Salvatore Greco "Il Senatore", Giuseppe Greco "Scarpuzzedda", Vincenzo Puccio, Giuseppe Lucchese e Mario Prestifilippo (Ciaculli-Croceverde Giardini), Bernardo Brusca e il figlio Giovanni (San Giuseppe Jato), Giuseppe Calò e Salvatore Cancemi (Porta Nuova), Francesco Madonia e i figli Antonino, Giuseppe e Salvatore (Resuttana), Antonino Geraci e Vito Vitale (Partinico), Raffaele Ganci e i figli Calogero, Stefano e Domenico “Mimmo” (Noce), Giovanni Bontate, Ignazio e Giovan Battista Pullarà, Carlo Greco, Pietro Lo Iacono, e Pietro Aglieri (Santa Maria di Gesù), Giuseppe Savoca, Giuseppe Graviano, Filippo Graviano, Antonino “Nino” Mangano, Gaspare Spatuzza (Brancaccio), Salvatore Montalto ed il figlio Giuseppe (Villabate), Filippo Marchese, Carmelo Zanca, Ruggero e Pietro Vernengo (Corso dei Mille), Giuseppe Giacomo Gambino (San Lorenzo), Francesco Di Carlo (Altofonte), Antonino Rotolo (Pagliarelli), Leonardo Greco e Giovanni Scaduto (Bagheria), Giuseppe Farinella (San Mauro Castelverde), Procopio Di Maggio (Cinisi), Giovanni Corallo (Palermo Centro), Salvatore Facella (Lercara Friddi), Bartolomeo Cascio (Roccamena), Francesco Intile (Caccamo), Benedetto Capizzi (Villagrazia), Pietro Ocello e Pietro Lo Bianco (Misilmeri), Girolamo Guddo (Altarello di Baida), Biagio Montalbano (Camporeale), Giuseppe Gaeta (Termini Imerese), Antonino Troia (Capaci), Paolo Di Maggio (Terrasini), Tommaso Spadaro (Porta Nuova-Rione Kalsa), Tommaso Cannella (Prizzi), Gregorio e Giuseppe Agrigento (San Cippirrello), Francesco Bonura (Uditore), Salvatore Buscemi (Passo di Rigano), Antonino Porcelli (Partanna Mondello), Pietro Catania (Pollina), Salvatore Umina (Vicari), Michelangelo Pravatà (Roccapalumba) Samuele Schittino (Lascari) |
| Provincia di Trapani       | Salvatore Minore (Trapani), Natale e Leonardo Rimi (Alcamo), Ignazio e Nino Salvo (Salemi), Antonino Buccellato (Castellammare del Golfo), Natale L'Ala (Campobello di Mazara), Giuseppe Palmeri (Santa Ninfa), Giuliano e Paolo Zummo (Gibellina), Leonardo Crimi, Ignazio Triolo (Vita) | Mariano Agate (Mazara del Vallo), Francesco Messina Denaro (Castelvetrano), Vincenzo Virga (Trapani), Vincenzo Milazzo (Alcamo), Stefano Accardo (Partanna), Nunzio Spezia e Vito Gondola (Campobello di Mazara), Calogero Musso (Vita), Antonino Patti (Marsala), Francesco Milazzo (Paceco), Gioacchino Calabrò (Castellammare del Golfo), Gaspare Casciolo (Salemi), Vito Mazzara (Valderice) |
| Provincia di Agrigento     | Giuseppe Settecasi (Alessandria della Rocca), Carmelo Salemi (Agrigento), Calogero Sambito (Palma di Montechiaro), Liborio Terrasi (Cattolica Eraclea), Calogero Lauria (Raffadali), Nicola di Giovanni (Sambuca di Sicilia), Pasquale Cuntrera e Alfonso Caruana (Siculliana) | Carmelo Colletti e Simone Capizzi (Ribera), Antonio Ferro, Antonio Guarneri e Giuseppe Di Caro (Canicattì), Gioacchino Ribisi e i fratelli Ignazio, Pietro, Rosario e Carmelo (Palma di Montechiaro), Salvatore Di Ganci (Sciacca), Salvatore Fragapane (Santa Elisabetta), Vincenzo Di Piazza (Casteltermini), Gerlandino Messina (Porto Empedocle), Carmelo Milioti (Favara), Angelo Ciraulo (Ravanusa), Vincenzo Licata (Grotte), |
| Provincia di Caltanissetta | Giuseppe Di Cristina (Riesi), Francesco Cinardo (Mazzarino), Luigi Calì (San Cataldo), Francesco Iannì (Sommatino) | Giuseppe Madonia (Vallelunga Pratameno), Salvatore Mazzarese (Villalba), Giuseppe Cammarata (Riesi), Francesco La Quatra (Sommatino), Salvatore Polara, Antonio Rinzivillo (Gela), Antonino La Mattina, Raimondo La Mattina e Domenico Vaccaro (Campofranco), Cataldo Terminio (San Cataldo), Giancarlo Giugno (Niscemi) Gaetano Falcone (Montedoro) |
| Provincia di Catania       | Giuseppe Calderone, il fratello Antonino, Alfio Ferlito, Salvatore Pillera e Salvatore Cappello (Catania), Mario Nicotra (Misterbianco) | Benedetto Santapaola, Aldo Ercolano, Giuseppe Ferrera, Eugenio Galea, Natale Di Raimondo e Santo Mazzei (Catania), Calogero Conti (Ramacca), Francesco La Rocca (Caltagirone), Giuseppe Pulvirenti (Belpasso), Pietro Pernagallo (Grammichele), Orazio Pino (Misterbianco) |
| Provincia di Enna          | Giovanni Mungiovino (Enna), Francesco e Mariano Seggio (Valguarnera Caropepe) | Gaetano Leonardo (Enna), Liborio Miccichè e Giovanni Monachino (Pietraperzia), Raffaele Bevilacqua (Barrafranca), Giacomo Sollami (Villarosa) |

### La "seconda guerra di mafia" e l'attacco allo Stato

L'omicidio di Carlo Alberto dalla Chiesa e della moglie Emanuela Setti Carraro (3 settembre 1982)

Nel 1977 Riina e Provenzano, contravvenendo alle direttive della "Commissione", fecero uccidere il colonnello dei carabinieri Giuseppe Russo e ciò provocò la reazione stizzita di Di Cristina, il quale, dopo un vano tentativo di stanarli ed essendo sfuggito a sua volta ad un attentato, decise di diventare un informatore dei Carabinieri. Per tenere la situazione sotto controllo, nel 1978 Di Cristina e Calderone fecero uccidere Francesco Madonia, capo della famiglia di Vallelunga Pratameno (CL) e fedele alleato dei Corleonesi, e per ritorsione entrambi furono assassinati.
Nello stesso anno, Riina mise Badalamenti in minoranza nella "Commissione" accusando anche lui dell'omicidio Madonia e lo fece espellere, facendo passare l'incarico di dirigere l'organo direttivo a Michele Greco, con cui era strettamente legato; fu in questo periodo che la fazione corleonese prese la maggioranza nella "Commissione" perché Riina fece nominare nuovi capimandamento tra i suoi associati attraverso Michele Greco. Fu sempre in questo periodo che furono decisi gli omicidi di rappresentanti statali e della società civile per lanciare una sfida totale allo Stato italiano: caddero infatti vittime della furia omicida dei Corleonesi il giornalista Mario Francese, il segretario provinciale democristiano Michele Reina, il commissario di polizia Boris Giuliano, il giudice ed ex deputato Cesare Terranova, il presidente della Regione Siciliana Piersanti Mattarella e il capitano dei carabinieri Emanuele Basile.
Dopo aver preso il sopravvento, i Corleonesi aprirono la cosiddetta «seconda guerra di mafia» a Palermo e in tutta la provincia (ed anche nel resto della Sicilia), che consistette nell'eliminazione sistematica di Stefano Bontate e Salvatore Inzerillo, cui seguirono almeno 1000 uccisi nella provincia di Palermo (tra cui anche innocenti) ed altri 500 omicidi con il metodo della lupara bianca. Nel giro di pochi mesi, tra il 1982 e il 1983, i Corleonesi uccisero anche il deputato comunista Pio La Torre, il Prefetto ed ex Generale dei Carabinieri Carlo Alberto dalla Chiesa e il consigliere istruttore Rocco Chinnici (colpito dall'esplosione di un'autobomba insieme a tre agenti di scorta e al portiere della sua abitazione) e consolidarono definitivamente il potere all'interno di Cosa nostra, insediando due nuove "Commissioni" provinciale e regionale, composte soltanto da esponenti della fazione corleonese fedeli a Riina e Provenzano. La faida si allargò anche al napoletano e vide contrapposti il clan Nuvoletta di Marano di Napoli, fedele ai Corleonesi, e quello di Casal di Principe guidato da Antonio Bardellino, rimasto alleato ai Bontate-Buscetta-Inzerillo-Riccobono.
La lunga scia di omicidi indusse lo Stato a reagire, facendo varare l'introduzione del reato di "associazione di tipo mafioso" nel codice penale italiano, misura che dotò la magistratura di un nuovo strumento normativo per la lotta a Cosa nostra: per questo motivo, il consigliere istruttore Antonino Caponnetto decise di istituire un "pool antimafia", ossia un gruppo di giudici istruttori che si sarebbero occupati esclusivamente di reati di stampo mafioso, di cui chiamò a far parte i magistrati Giovanni Falcone, Paolo Borsellino, Giuseppe Di Lello e Leonardo Guarnotta; in particolare Falcone convinse i boss mafiosi Tommaso Buscetta e Salvatore Contorno a collaborare con la giustizia poiché entrambi erano stati vittime di vendette trasversali da parte dei Corleonesi durante la «seconda guerra di mafia»: ne scaturì il cosiddetto "maxiprocesso di Palermo" con 476 imputati che iniziò in primo grado nel 1986 e vide alla sbarra tutti i principali boss mafiosi dei Corleonesi, a Riina, Provenzano a Nitto Santapaola e Michele Greco, tutti alla fine ergastolani.
L'esito sfavorevole del maxiprocesso indusse i Corleonesi a scatenare una nuova offensiva contro lo Stato: nel 1992 l'europarlamentare democristiano Salvo Lima rimase vittima di un agguato e due spaventosi attentati dinamitardi uccisero i giudici Giovanni Falcone e Paolo Borsellino insieme ai loro agenti di scorta. Lo Stato reagì potenziando gli strumenti legislativi contro Cosa nostra (ad esempio l'articolo 41-bis e la legge sui collaboratori di giustizia) e la repressione poliziesca, che portò nel giro di pochi mesi all'arresto di Salvatore Riina, colui che era considerato il capo assoluto dei Corleonesi (e quindi dell'intera Cosa nostra), avvenuto a Palermo il 15 gennaio 1993 ad opera degli uomini del CRIMOR al comando del capitano Ultimo, i quali seguirono le indicazioni di Baldassare Di Maggio, in passato uomo fidato dello stesso Riina che aveva deciso di tradirlo collaborando con la giustizia.
Dopo l'arresto di Riina, si creò una spaccatura all'interno dello schieramento corleonese: infatti vi era una fazione contraria alla continuazione della cosiddetta "strategia stragista" contro lo Stato, guidata dai boss Bernardo Provenzano, Nino Giuffrè, Pietro Aglieri, Benedetto Spera, Raffaele Ganci, Salvatore Cancemi, Michelangelo La Barbera e Matteo Motisi, mentre l'altra fazione era l'ala militare guidata da Leoluca Bagarella, Giovanni Brusca, Giuseppe Graviano e Matteo Messina Denaro i quali erano favorevoli alla continuazione degli attentati dinamitardi e riuscirono a mettere in minoranza la fazione di Provenzano, il quale confermò il suo appoggio alle stragi ma riuscì a porre la condizione che avvenissero in continente, cioè fuori dalla Sicilia, come già deciso prima dell'arresto di Riina.
Furono perciò messi a segno alcuni attentati a Roma, Milano e Firenze per colpire il patrimonio artistico italiano:
- 14 maggio 1993: attentato di via Fauro a Roma (nessuna vittima);
- 27 maggio: strage di via dei Georgofili a Firenze (cinque morti e una quarantina di feriti);
- 27 luglio: attentati alle chiese di Roma e strage di via Palestro a Milano (cinque morti e una trentina di feriti in tutto);
- 23 gennaio 1994: fallito attentato allo Stadio Olimpico a Roma (non andato in porto).

Contemporaneamente, la risposta dello Stato si fece sentire e portò alla cattura dei principali boss mafiosi latitanti da anni, decapitando definitivamente l'ala corleonese di Cosa nostra: Giuseppe "Piddu" Madonia (1992), Salvatore Riina (1993), Benedetto Santapaola (1993), Giuseppe e Filippo Graviano (1994), Michelangelo La Barbera (1994), Leoluca Bagarella (1995), Giovanni Brusca (1996), Pietro Aglieri (1997), Benedetto Spera (2001), Nino Giuffrè (2002) ed, infine, nel 2006 Bernardo Provenzano, ponendo così fine alla sua lunghissima latitanza durata ben 43 anni.
L'ultimo latitante di spicco appartenente ai Corleonesi è stato Matteo Messina Denaro, boss mafioso di Castelvetrano (TP) ed ex fedelissimo di Riina, arrestato il 16 gennaio 2023 dopo 30 anni di latitanza.

## Legami con la politica e la finanza

Vito Ciancimino

Il principale referente politico dei Corleonesi inizialmente fu Vito Ciancimino, il quale nel 1976 instaurò un rapporto di collaborazione con la corrente dell'onorevole Giulio Andreotti, in particolare con Salvo Lima, che sfociò poi in un formale inserimento in tale gruppo politico e nell'appoggio dato dai delegati vicini a Ciancimino alla corrente andreottiana in occasione dei congressi nazionali della Democrazia Cristiana svoltisi nel 1980 e nel 1983. Per proteggere gli interessi di Ciancimino, Riina propose alla "Commissione" gli omicidi dei suoi avversari politici, che vennero approvati dal resto della fazione corleonese, che ormai era la componente maggioritaria della "Commissione": il 9 marzo 1979 fu ucciso Michele Reina, segretario provinciale della Democrazia Cristiana che era entrato in contrasto con costruttori legati a Ciancimino; il 6 gennaio 1980 venne eliminato Piersanti Mattarella, presidente della Regione che contrastava Ciancimino per un suo rientro nel partito con incarichi direttivi; il 30 aprile 1982 venne trucidato Pio La Torre, segretario regionale del PCI che aveva più volte indicato pubblicamente Ciancimino come personaggio legato a Cosa Nostra.
Negli anni settanta i Corleonesi, attraverso Giuseppe Calò, si avvalevano di Roberto Calvi e Licio Gelli per il riciclaggio di denaro sporco, che veniva investito nello IOR e nel Banco Ambrosiano, la banca di Calvi. Nel 1981, a seguito del fallimento definitivo del Banco Ambrosiano, Calvi cercherà di tornare alla guida della banca per salvare il denaro investito dai Corleonesi andato perduto nella bancarotta, però i suoi tentativi falliranno e nel 1982 Roberto Rosone, vicepresidente del Banco Ambrosiano subentrato a Calvi, sopravvisse ad un agguato compiuto da esponenti della banda della Magliana legati a Giuseppe Calò; Calvi partì per Londra, forse per tentare un'azione di ricatto dall'estero verso i suoi precedenti alleati politici, tra cui l'onorevole Giulio Andreotti, ma il 18 giugno 1982 venne ritrovato impiccato sotto il Blackfriars Bridge.
Dopo l'inizio della «seconda guerra di mafia», i cugini Ignazio e Nino Salvo, ricchi e famosi esattori affiliati alla cosca di Salemi, furono risparmiati dai Corleonesi per “i possibili collegamenti con Lima ed Andreotti”, venendo incaricati di curare le relazioni con l'onorevole Salvo Lima, che divenne il loro nuovo referente politico, soprattutto per cercare di ottenere una favorevole soluzione di vicende processuali, dopo essere stato legato a Stefano Bontate e Gaetano Badalamenti sempre attraverso i cugini Salvo; infatti, secondo i collaboratori di giustizia, l'onorevole Lima si sarebbe attivato per modificare in Cassazione la sentenza del Maxiprocesso di Palermo che condannava Riina e molti altri boss all'ergastolo.
Tuttavia però il 30 gennaio 1992 la Cassazione confermò gli ergastoli del Maxiprocesso e sancì la validità delle dichiarazioni del pentito Tommaso Buscetta. Sempre secondo le testimonianze dei collaboratori di giustizia, Riina decise allora di lanciare un avvertimento all'allora presidente del consiglio Andreotti, che si era disinteressato alla sentenza ed anzi aveva firmato un decreto-legge che aveva fatto tornare in carcere gli imputati del Maxiprocesso scarcerati per decorrenza dei termini e quelli agli arresti domiciliari: per queste ragioni il 12 marzo 1992 Lima venne ucciso alla vigilia delle elezioni politiche ed, alcuni mesi dopo, la stessa sorte toccò ad Ignazio Salvo.
Nel 1993, Andreotti fu messo sotto inchiesta dalla Procura di Palermo per i suoi presunti legami con Cosa Nostra poiché diversi collaboratori di giustizia lo accusarono di aver incontrato boss del calibro di Bontate e Riina. Alla fine di un lungo iter giudiziario, la Corte di Appello di Palermo nel 2003 accerterà una «[...] autentica, stabile ed amichevole disponibilità dell'imputato verso» la cosiddetta "mafia moderata" rappresentata da Bontate e Badalamenti mentre negò valenza di prova ai fatti accaduti successivamente «alla primavera del 1980», ossia il periodo in cui si registrò l'avvento al potere dei Corleonesi, come dimostrato dall'impegno antimafia assunto dal VII Governo Andreotti con il varo della più severa legislazione antimafia della storia repubblicana. La sentenza fu resa definitiva nel 2004 dalla Cassazione.

## Infiltrazioni nei pubblici appalti
Dagli anni '80 in poi, con la presa di potere dei Corleonesi, Cosa nostra non si accontentò più di estorcere tangenti in cambio di protezione, ma passò direttamente a far aggiudicare gli appalti a imprese a lei sottomesse. Perciò Riina, attraverso la mediazione di Baldassare Di Maggio e con la regia occulta del geometra Pino Lipari (braccio destro di Bernardo Provenzano), incaricò Angelo Siino, piccolo imprenditore e massone con parentele mafiose e un passato da consigliere comunale nei ranghi della DC, di interfacciarsi con le imprese pulite che avevano lavori in tutta la Sicilia, assumendo un ruolo per certi versi analogo a quello svolto in passato da Vito Ciancimino, ed infatti per questo venne soprannominato "ministro dei lavori pubblici" dei Corleonesi. Fu Siino ad elaborare un sistema che consentiva a Cosa nostra di infiltrarsi in tutte le fasi di aggiudicazione degli appalti pubblici (il cosiddetto "sistema Siino" o sistema del "tavolino"), che consisteva nello stabilire prima della gara d'appalto chi dovesse risultare vincitore e quale fosse l’ammontare dell'offerta da presentare e della tangente destinata ai politici e ai mafiosi (il 3% del valore dell’appalto sarebbe andato alla "famiglia" mafiosa del posto, un altro 2% ai politici e un ulteriore 2% direttamente nelle tasche di Riina): ciò risultava vantaggioso per gli imprenditori perché avevano la certezza di vincere a rotazione le gare ed anche per gli uomini politici e i boss mafiosi, che avrebbero avuto la loro parte senza troppi problemi. Lo stesso Siino doveva verificare che in tutte le fasi venissero rispettati gli accordi presi. Al "tavolino" aderirono infatti i rappresentanti di grosse imprese a carattere nazionale, come la Rizzani De Eccher di Udine e la Calcestruzzi di Ravenna. Il 14 dicembre del 1988, Luigi Ranieri, uno degli imprenditori che rifiutò di sottostare a questo sistema, venne barbaramente assassinato in un agguato.
Tuttavia, nei primi anni '90, il "sistema" fu scoperto dai Carabinieri del Ros guidati dal colonnello Mario Mori con la celebre indagine "Mafia e Appalti" e Siino finì in manette insieme ad altri imprenditori. Perciò Riina e soci corsero ai ripari e lo sostituirono direttamente con il geometra Pino Lipari e con l'ingegnere Giovanni Bini, capoarea della Calcestruzzi di Ravenna appartenente al gruppo Ferruzzi. Il giudice Giovanni Falcone insistette perché la Procura di Palermo indagasse sui risultati dell'indagine del Ros e, durante un intervento pubblico, pronunciò la famosa frase "la mafia è entrata in Borsa" con chiaro riferimento alla quotazione in Borsa dei gruppi imprenditoriali che aderivano al "sistema Siino" architettato dai Corleonesi.
Dopo l'arresto di Riina nel gennaio 1993, il nuovo "ministro dei lavori pubblici" dei Corleonesi divenne definitivamente il geometra Pino Lipari, che decise di includere nel sistema del "tavolino" alcune imprese che erano state in passato escluse, come quelle aderenti alla Legacoop e tradizionalmente vicine a forze politiche di sinistra.
Nel 2002, al termine di una vasta indagine condotta dalla Procura di Palermo allora diretta da Pietro Grasso, Lipari finì in manette insieme ai figli Arturo e Cinzia con l'accusa di gestire gli appalti per conto di Provenzano, facendo poi apparire la volontà di collaborare con la giustizia, che i magistrati però scoprirono essere una messinscena per mettere in salvo il suo patrimonio illecitamente accumulato.

## Interesse per l'industria televisiva
I Corleonesi avevano in progetto l'acquisto di una rete televisiva Fininvest alla fine degli anni '80. Per ottenere la richiesta venne minacciato di morte con alcune lettere minatorie l'allora imprenditore Silvio Berlusconi, colpito da un attentato commesso in data 28 novembre 1986 ai danni della sua villa milanese di via Rovani (già oggetto di un attentato nel 1975), che creò danni unicamente alla cancellata esterna. A quest'attentato si ricollegano quindi precedenti intercettazioni telefoniche in cui l'imprenditore parlava di violente pretese di estorsioni, e l'allontanamento dei familiari all'estero per un po' di tempo voluto dallo stesso. Come risulta dalle dichiarazioni di Antonino Galliano, l'attentato è attribuibile alla mafia catanese, «evento che Totò Riina aveva voluto furbescamente sfruttare per le ulteriori intimidazioni telefoniche all'imprenditore ordinate a Mimmo Ganci e da costui effettuate poco tempo dopo da Catania. Una volta raccordatosi con il suo sodale Santapaola di Catania, il capo di “Cosa nostra” aveva, come si suol dire, “preso in mano la situazione” relativa a Berlusconi e Dell'Utri, che, come si è visto (per concorde dichiarazione di Ganci, Anzelmo e Galliano), sarebbe stata sfruttata non soltanto per fini prettamente estorsivi, ma anche per potere “agganciare” politicamente l'on.le Bettino Craxi». Attraverso la mediazione di Marcello Dell'Utri, fu stabilito che le aziende di Berlusconi avrebbero pagato circa 400 milioni di lire all'anno come "pizzo", poi suddivisi da Riina in persona tra le varie "famiglie": metà spettava a Santa Maria di Gesù (quindi ai fratelli Ignazio e Giovanbattista Pullarà e poi a Pietro Aglieri), un quarto a San Lorenzo (cioè a Salvatore Biondino) e l’ultima parte alla Noce, ossia a Raffaele Ganci.
Nel 2013 Riina, intercettato durante l'ora d'aria nel carcere milanese di Opera mentre parlava con il detenuto pugliese Alberto Lo Russo, affermò che Berlusconi "ci dava 250 milioni ogni sei mesi".